# Ribarići (żupania karlowacka)
Ribarići – wieś w Chorwacji, w żupanii karlowackiej, w mieście Ogulin. W 2011 roku liczyła 337 mieszkańców.